# Kosovo nos Jogos Olímpicos de Inverno de 2022
Kosovo participou dos Jogos Olímpicos de Inverno de 2022, realizados em Pequim, na China.
Foi a segunda aparição do país em Olimpíadas de Inverno. Foi representado por dois atletas: Albin Tahiri e Kiana Kryeziu, ambos no esqui alpino.

## Competidores
Esta foi a participação por modalidade nesta edição:
| Esporte      | Masculino | Feminino | Total |
| ------------ | --------- | -------- | ----- |
| Esqui alpino | 1         | 1        | 2     |
| Total        | 1         | 1        | 2     |

## Desempenho

### Esqui alpino
Masculino
| Atleta       | Evento         | Descida 1 | Descida 1 | Descida 2 | Descida 2 | Total   | Total  | Total | Ref.  |
| Atleta       | Evento         | Tempo     | Pos.      | Tempo     | Pos.      | Tempo   | Dif.   | Pos.  | Ref.  |
| ------------ | -------------- | --------- | --------- | --------- | --------- | ------- | ------ | ----- | ----- |
| Albin Tahiri | Downhill       | —         | —         | —         | —         | 1:52.44 | +9.75  | 35    | [ 4 ] |
| Albin Tahiri | Combinado      | 1:52.44   | 22        | 55.85     | 15        | 2:48.29 | +16.86 | 15    | [ 5 ] |
| Albin Tahiri | Slalom         | 1:04.01   | 44        | 58.93     | 36        | 2:02.94 | +18.85 | 37    | [ 6 ] |
| Albin Tahiri | Slalom gigante | 1:13.42   | 37        | 1:16.43   | 29        | 2:29.85 | +20.50 | 30    | [ 7 ] |

Feminino
| Atleta        | Evento         | Descida 1 | Descida 1 | Descida 2 | Descida 2 | Total   | Total  | Total | Ref.  |
| Atleta        | Evento         | Tempo     | Pos.      | Tempo     | Pos.      | Tempo   | Dif.   | Pos.  | Ref.  |
| ------------- | -------------- | --------- | --------- | --------- | --------- | ------- | ------ | ----- | ----- |
| Kiana Kryeziu | Slalom gigante | 1:18.78   | 59        | 1:23.41   | 49        | 2:42.19 | +46.50 | 49    | [ 8 ] |

Legenda
| Recorde mundial      | Recorde mundial (World record)               |                       | Recorde africano                      | Recorde africano (African) |                                           | Q | Classificado por posição (Qualified) |
| Recorde olímpico     | Recorde olímpico (Olympic record)            | Recorde da América    | Recorde da América (Americas)         | q                          | Classificado por melhor tempo (Qualified) |   |                                      |
| Melhor marca do ano  | Melhor marca do ano (World leading)          | Recorde asiático      | Recorde asiático (Asian)              | DNS                        | Não largou (Did not start)                |   |                                      |
| Recorde nacional     | Recorde nacional (National record)           | Recorde europeu       | Recorde europeu (European)            | DNF                        | Não terminou (Did not finish)             |   |                                      |
| Recorde pessoal      | Recorde pessoal do atleta (Personal best)    | Recorde da Oceania    | Recorde da Oceania (Oceania)          | DSQ / DQ                   | Desclassificado (Disqualified)            |   |                                      |
| Recorde da temporada | Recorde da temporada do atleta (Season best) | Recorde sul-americano | Recorde sul-americano (South America) | NM                         | Sem marca (No mark)                       |   |                                      |